# Politique en Mongolie
 (juin 2019).
Si vous disposez d'ouvrages ou d'articles de référence ou si vous connaissez des sites web de qualité traitant du thème abordé ici, merci de compléter l'article en donnant les références utiles à sa vérifiabilité et en les liant à la section « Notes et références ».
La Mongolie est une république multipartite semi-présidentielle. Le pouvoir exécutif est exercé par le gouvernement tandis que le pouvoir législatif est partagé entre le gouvernement et le parlement. Le pouvoir judiciaire est indépendant des deux premiers.

## Pouvoir exécutif
| Fonction         | Nom                   | Parti | Depuis       |
| ---------------- | --------------------- | ----- | ------------ |
| Président        | Ukhnaagiin Khürelsükh | MAN   | 25 juin 2021 |
| Premier ministre | Gombojav Zandanshatar | MAN   | 13 juin 2025 |

Le président de Mongolie est élu au suffrage populaire pour un mandat de quatre ans. Il ne peut accomplir plus de deux mandats. Il est chef de l’État, commandant en chef des forces armées et chef du Conseil national de sécurité. Il nomme le Premier ministre, peut dissoudre le gouvernement, proposer un projet de loi ou mettre son veto à un projet du Parlement (veto qui peut être annulé par un vote des deux tiers des députés) et adopter des décrets (qui doivent être contresignés par le Premier ministre).

## Pouvoir législatif
Le Parlement est composé d’une seule chambre de 76 membres élus pour quatre ans dans des circonscriptions à siège unique.

## Pouvoir judiciaire
Les juges sont nommés par le Conseil général des tribunaux. La Cour suprême est la plus haute instance de recours. Elle est compétente pour juger en appel les cas tranchés par les juridictions inférieures (sauf les tribunaux spéciaux) et est chargée de l’interprétation officielle des lois à l’exception de la Constitution – cette compétence étant dévolue à la Cour constitutionnelle, composée de neuf juges nommés pour six ans.

## Partis politiques et élections
En 2004, le Parti révolutionnaire du peuple mongol forma un gouvernement de coalition avec une alliance de divers partis d’opposition, avant de la dénoncer de manière unilatérale l’année suivante.
Lorsque le Parti révolutionnaire affirma avoir remporté les élections législatives du 29 juin 2008, des émeutes furent déclenchées par des personnes contestant les résultats.
Les élections législatives de 2012 sont un échec pour le PPM et c'est le Parti démocrate qui forme le gouvernement.